# Gaturro, la serie
Gaturro es una serie animada producida para Latinoamérica realizada por Hook Up Animation y producida por QB9 Entertainment. Se realizó en mayo de 2013 y se emitió por primera vez el 28 de marzo de 2014. Fue adquirida por Cartoon Network en febrero del 2014. La serie fue emitida por El Trece.

## Personajes
- Gaturro
- Ágatha
- Gaturrín
- Ramiro
- Emilio
- Canturro
- Gatulongo
- Dienturro
- Gaturro Tecnológico
- Roddy St. James
- Rita Malone
- Mimi Malone
- Pat
- Stan

## Actores de Voz
| Personaje      | Actor de Doblaje   |
| -------------- | ------------------ |
| Gaturro        | Ricardo Bautista   |
| Agatha         | Liliana Barba      |
| Gaturrin       | Leyla Rangel       |
| Ramiro         | Ernesto Lezama     |
| Daniel (Dueño) | Humberto Vélez     |
| Canturro       | Humberto Solórzano |
| Emilio         | Dafnis Fernández   |

### Voces adicionales
- Juan Carlos Tinoco
- Rebeca Patiño
- Héctor Moreno
- Irwin Daayán
- Armando Réndiz
- Miguel Ángel Ruiz
- Edson Matus
- Carlos Segundo
- Ricardo Brust
- Blas García
- Gerardo García

## Episodios
La primera temporada consiste en 20 episodios de 3 minutos.

## Emisión
Anteriormente, la serie era transmitida por Cartoon Network. Posteriormente, pasó a emitirse en El Trece